# L'Osservatore Romano
L'Osservatore Romano (em português O Observador Romano) é um jornal diário da Cidade do Vaticano que relata as atividades da Santa Sé e os eventos que ocorrem na Igreja e no mundo. É propriedade da Santa Sé, mas não é uma publicação oficial, um papel reservado para a Acta Apostolicae Sedis, que atua como um diário oficial. As opiniões expressas no Osservatore são de autores individuais, a menos que apareçam sob os títulos específicos "Nostre Informazioni" ou "Santa Sede".
Em 27 de junho de 2015, o papa Francisco, em uma carta apostólica, estabeleceu a Secretaria de Comunicações, uma nova parte da Cúria Romana, e incluiu o L'Osservatore Romano sob sua gestão.

## Editores-chefes
- Nicola Zanchini e Giuseppe Bastia (1861-1866)
- Augusto Baviera (1866-1884)
- Cesare Crispolti (1884-1890)
- Giovan Battista Casoni (1890-1900)
- Giuseppe Angelini (1900-1919)
- Giuseppe Dalla Torre di Sanguinetto (1920-1960)
- Raimondo Manzini (1960-1978)
- Valerio Volpini (1978-1984)
- Mario Agnes (1984-2007)
- Giovanni Maria Vian (2007–2018)[9]
- Andrea Monda (2018–atualmente)[9]